# یواس‌اس دتکتور (ای‌ام-۴۲۹)
یواس‌اس دتکتور (ای‌ام-۴۲۹) (به انگلیسی: USS Detector (AM-429)) یک کشتی بود که طول آن ۱۷۲ فوت (۵۲ متر) بود. این کشتی در سال ۱۹۵۲ ساخته شد.